# Jiří Mostecký
Jiří Mostecký (21. května 1923 Počátky – 25. listopadu 2010 Planá nad Lužnicí) byl český chemik, v letech 1976–1988 rektor VŠCHT v Praze. Studoval na gymnáziu v Jindřichově Hradci a v Táboře, VSČHT absolvoval v roce 1949. Do roku 1951 pracoval ve Stalinových závodech v Záluží u Mostu (Chemopetrol a.s. Litvínov) a následně přešel na Ústav paliv, topení a vody VŠCHT v Praze. Kandidátskou práci obhájil v roce 1954, v roce 1957 získal docenturu. V roce 1961 byl jmenován profesorem pro obor technologie paliv. Akademikem ČSAV byl Jiří Mostecký od roku 1982. Byl autorem více než 150 původních odborných prací a počet jeho autorských osvědčení a udělených patentů přesáhl číslo 500.